# Dandin
Dandin nebo také Dandí (v sanskrtu दण्डी, asi 7. století) byl staroindický prozaik a literární teoretik. Byl bráhman, jinak není o jeho životě nic známo.

## Dílo
Dandin je znám především jako autor sanskrtského prozaického románu Dašakumáračarita (दशकुमारचरित, Dobrodružství deseti princů), přičemž se soudí že závěrečná část díla byla dopsána neznámým autorem po Dandinově smrti. V románu Dandin soustřeďuje okolo rámcového příběhu o králi Rádžahansovi vyprávění deseti princů, kteří se vydali hledat králova syna. Jde o příběhy z různých částí Indie a z různých společenských vrstev (vypráví se zde o králích i podvodnících, o princeznách i nevěstkách, děj se odehrává v palácích i mezi divochy). Román je napsán s humorem a realismem do té doby v Indii neobvyklým a obsahuje i silnou společenskou kritiku. Jeho jazyk je však vysoce umělecký, takže je určen vzdělaným vrstvám. Vedle cíle pobavit obsahuje dílo i didaktickou výchovnou tendenci.
Dandinovi je přičítána také poetika Kávjadarša ( काव्यादर्श, Zrcadlo poezie), není však jisté, zda jde o toho samého autora. Jsou zde stanoveny zásady soudobé básnické praxe, přičemž je kladen důraz zejména na ozdobné rétorické částí básní, které jsou zde podrobně rozebírány.

## Česká vydání
- Dobrodružství deseti princů, SNKLHU, Praha 1959, přeložil Pavel Poucha